# Copa de Campeones de la WABA
La Copa de Campeones de la WABA o WABA Champions Cup es una competición anual disputada por clubes del Oeste de Asia de baloncesto organizada por la West Asia Basketball Association (WABA) y que da acceso a disputar posteriormente la Copa de Campeones de Asia de la FIBA.

## Campeones
| Año  | Anfitrión      | Campeón      | Resultado   | Subcampeón           | Tercera plaza     |
| ---- | -------------- | ------------ | ----------- | -------------------- | ----------------- |
| 1998 | Amán, Jordania | Al-Riyadi    | No playoffs | Al-Jazeera           | Zob Ahan          |
| 1999 | Amán, Jordania | Orthodox     | No playoffs | Al-Quwa Al-Jawiya    | Al-Quds           |
| 2000 | Damasco, Siria | Al-Wahda     | No playoffs | Zob Ahan             | Al-Quwa Al-Jawiya |
| 2001 | Damasco, Siria | Al-Wahda     | No playoffs | Orthodox             | Al-Ittihad        |
| 2002 | Beirut, Líbano | Sagesse      | No playoffs | Orthodox             | Al-Karkh          |
| 2003 | Teherán, Irán  | Sanam        | No playoffs | Arena                | Zob Ahan          |
| 2004 | Damasco, Siria | Sagesse      | No playoffs | Al-Wahda             | Sanam             |
| 2005 | Amán, Jordania | Sagesse      | No playoffs | Saba Battery         | Fastlink          |
| 2006 | No fixed venue | No champion  | Aborted     | Saba Battery Sagesse | Al-Jalaa          |
| 2007 | Alepo, Siria   | Saba Battery | 82–79       | Al-Jalaa             | Blue Stars        |
| 2008 | Mahshahr, Irán | Al-Riyadi    | 83–82 (OT)  | Saba Battery         | Petrochimi        |
| 2009 | Amán, Jordania | Mahram       | 96–85       | Zain                 | Saba Mehr         |
| 2010 | Teherán, Irán  | Mahram       | No playoffs | Al-Jalaa             | Zob Ahan          |
| 2011 | No fixed venue | Al-Riyadi    | 3–2         | Al-Jalaa             | Mahram            |
| 2012 | No fixed venue | Mahram       | 3–2         | Al-Riyadi            |                   |
| 2013 | Duhok, Irak    | Champville   | No playoffs | Foolad Mahan         | Petrochimi        |
| 2014 | Teherán, Irán  | Mahram       | 90–73       | Petrochimi           | ASU               |
| 2016 | Amán, Jordania | Petrochimi   | 70–68       | Al-Riyadi            | Azad University   |
| 2017 | Amán, Jordania | Al-Riyadi    | 83–69       | Petrochimi           | Naft Abadan       |

## Títulos por club
| Equipo                 | Campeón                    | Subcampeón           | Tercerp              |
| ---------------------- | -------------------------- | -------------------- | -------------------- |
| Al-Riyadi Beirut       | 4 (1998, 2008, 2011, 2017) | 2 (2012, 2016)       |                      |
| Mahram Tehran          | 4 (2009, 2010, 2012, 2014) |                      | 1 (2011)             |
| Sagesse                | 3 (2002, 2004, 2005)       | 1 (2006)             |                      |
| Al-Wahda               | 2 (2000, 2001)             | 1 (2004)             |                      |
| Saba Battery Tehran    | 1 (2007)                   | 3 (2005, 2006, 2008) | 1 (2009)             |
| Petrochimi Bandar Imam | 1 (2016)                   | 2 (2014, 2017)       | 2 (2008, 2013)       |
| Orthodox               | 1 (1999)                   | 2 (2001, 2002)       |                      |
| Sanam Tehran           | 1 (2003)                   |                      | 1 (2004)             |
| Champville             | 1 (2013)                   |                      |                      |
| Al-Jalaa Aleppo        |                            | 3 (2007, 2010, 2011) | 1 (2006)             |
| Zob Ahan Isfahan       |                            | 1 (2000)             | 3 (1998, 2003, 2010) |
| Al-Quwa Al-Jawiya      |                            | 1 (1999)             | 1 (2000)             |
| Zain                   |                            | 1 (2009)             | 1 (2005)             |
| Al-Jazeera             |                            | 1 (1998)             |                      |
| Arena                  |                            | 1 (2003)             |                      |
| Foolad Mahan Isfahan   |                            | 1 (2013)             |                      |
| Al-Quds                |                            |                      | 1 (1999)             |
| Al-Ittihad             |                            |                      | 1 (2001)             |
| Al-Karkh               |                            |                      | 1 (2002)             |
| Blue Stars             |                            |                      | 1 (2007)             |
| ASU                    |                            |                      | 1 (2014)             |
| Azad University Tehran |                            |                      | 1 (2016)             |
| Palayesh Naft Abadan   |                            |                      | 1 (2017)             |

## Títulos por equipo
| Equipo              | Campeón              | Finalista            |
| ------------------- | -------------------- | -------------------- |
| Sagesse             | 3 (2002, 2004, 2005) | 1 (2006)             |
| Al-Wahda            | 2 (2000, 2001)       | 2 (1999, 2004)       |
| Al-Riyadi Beirut    | 2 (1998, 2008)       |                      |
| Mahram Tehran       | 2 (2009, 2010)       |                      |
| Saba Battery Tehran | 1 (2007)             | 3 (2005, 2006, 2008) |
| Orthodox            | 1 (1999)             | 2 (2001, 2002)       |
| Sanam Tehran        | 1 (2003)             |                      |
| Al-Jalaa            |                      | 2 (2007, 2010)       |
| Aramex              |                      | 1 (1998)             |
| Zob Ahan Isfahan    |                      | 1 (2000)             |
| Arena               |                      | 1 (2003)             |
| Zain                |                      | 1 (2009)             |

## Títulos por país
| Posición | País     | Campeón | Finalista | Total |
| -------- | -------- | ------- | --------- | ----- |
| 1        | Líbano   | 5       | 1         | 6     |
| 2        | Irán     | 4       | 4         | 8     |
| 3        | Siria    | 2       | 4         | 6     |
| 4        | Jordania | 1       | 5         | 6     |